# Україна. Фортеці, замки, палаци…
«Україна. Фортеці, замки, палаци…» — оригінально-ретроспективний погляд на еволюцію житла і середовища перебування людини в межах території сучасної української держави протягом останніх тисячоліть. У виданні розміщено понад 1000 авторських фотографій, 48 карт і малюнків.

## Інформація від видавця
Автори старанно вишикували в хронологічній послідовності описи археологічних (починаючи з палеолітичних часів) стоянок і поселень древньої людини, античних міст-держав Причорномор'я і печерних міст кримських передгір'їв, літописних князівських посадів Київської Русі. Окремі і найоб'ємніші глави путівника присвячено фортецям і замкам пізнього середньовіччя, палацам і садибам, паркам і міським особнякам останніх трьох століть. Путівник вміщує біля чотирьох сотень окремих статей, що інформують про різноманітні архітектурні раритети нинішніх обласних центрів, невеликих, часом заштатних, городків і, на перший погляд, малопомітних сіл і понад тисячу сучасних фотографій, стародавніх гравюр і акварелей, а також архівних планів фортечних споруд. Регіональні карти, створені для путівника, не тільки дозволять легко відшукати будь-яку архітектурну визначну пам'ятку, але перетворять подорож і знайомство з нею в захоплююче і комфортне. Книжка стане необхідним супутником у пізнанні великої архітектурної спадщини України і стане в пригоді в складному процесі усвідомлення її суперечливої історії.

## Зміст
- Археологічні стоянки та античні міста-держави

Стоянка Королево, Мезинське поселення, Кам'яна могила, Трипілля, Більське городище, Товста Могила, Ольвія, Сімферополь, Севастополь (Херсонес), Керч (Пантікапей)
- Міста і фортеці середньовічного Криму

Алушта, Бакла, Гурзуф, Ескі-Кермен, Киз-Куле, Качі-Кальон, Мангуп-Кале, Партеніт, Тепе-Кермен, Киз-Кермен, Челтер-Коба, Сюйренська фортеця, Чуфут-Кале
- Давньоруські міста

Київ, Переяславль (Переяслав), Вишгород, Коростень, Остер, Юр'єв (Біла Церква), Чернігів, Любеч, Новгород-Сіверський, Путивль, Галич (Крилос), Володимир (Володимир-Волинський), Звенигород, Пліснеськ
- Фортеці і замки (ХІІІ-XVIII ст.)

Балаклава, Судак, Феодосія, Бар, Буша, Луцьк, Олика, Ужгород, Берегове, Виноградів, Королево, Мукачеве, Невицьке, Середнє, Хуст, Чинадієво, Бубнище, Галич, Пнів, Раковець, Львів, Добромль, Жовква, Золочів, Олесько, Підгірці, Поморяни, Пятничани, Свірж, Старе Село, Білгород-Дністровський, Губків, Дубно, Клевань, Корець, Новомалин, Острог, Тернопіль, Бережани, Бучач, Висічка, Збараж, Золотий Потік, Кременець, Микулинці, Нирків, Підзамочок, Сидорів, Скала-Подільська, Скалат, Теребовля, Токи, Чортків, Язловець, Жванець, Зіньків, Кам'янець-Подільський, Летичів, Меджибіж, Рихта, Сатанів, Староконстянтинів, Сутківці, Чигирин, Хотин, …
- Палаци, особняки, садиби і парки (XVII- ХХ ст.)
- Бібліогарфія